# Ludwig Bohnstedt
Franz Ludwig Carl Bohnstedt (en russe : Людвиг Людвигович Бонштедт, Ludwig Ludwigovitch Bonstedt) (né le 27 octobre 1822 à Saint-Pétersbourg - mort le 3 janvier 1885 à Gotha) est un architecte académicien et professeur allemand et russe de l'Académie impériale des arts de Saint-Pétersbourg.

## Ouvrages

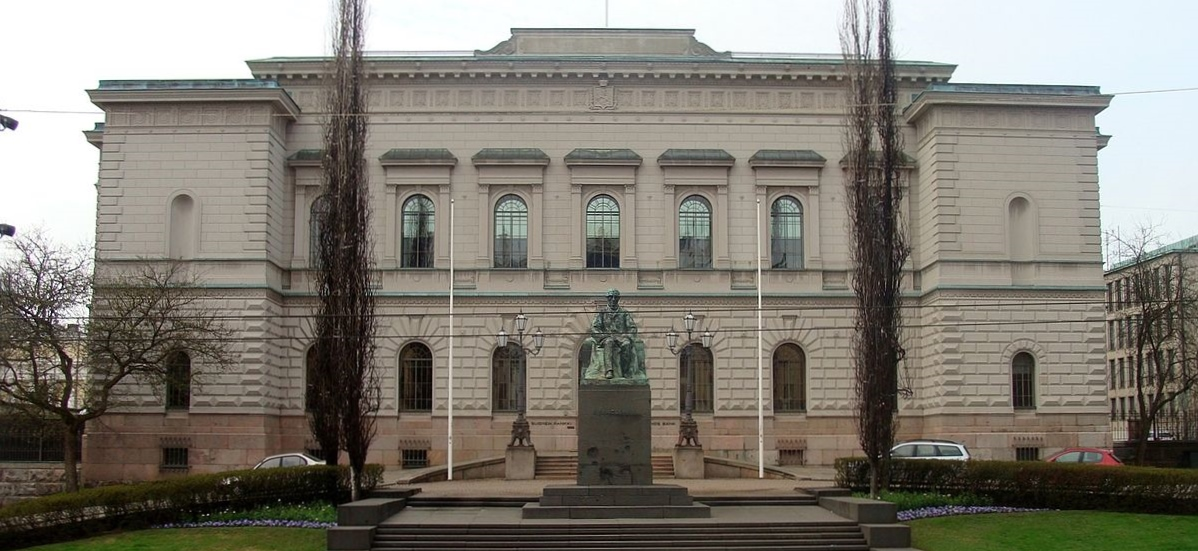
Banque de Finlande, Helsinki
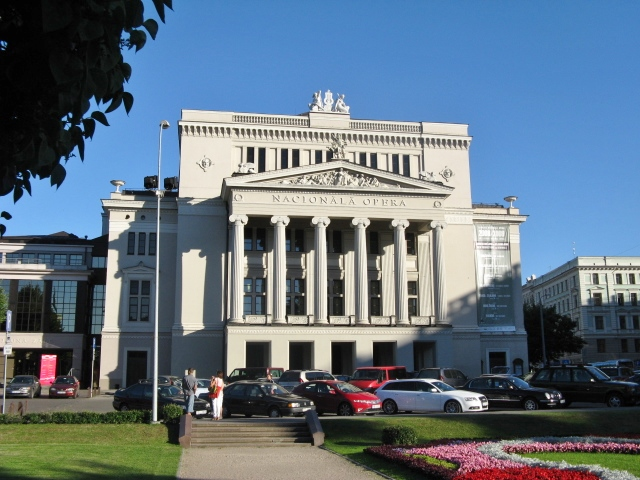
Opéra national de Lettonie, Riga
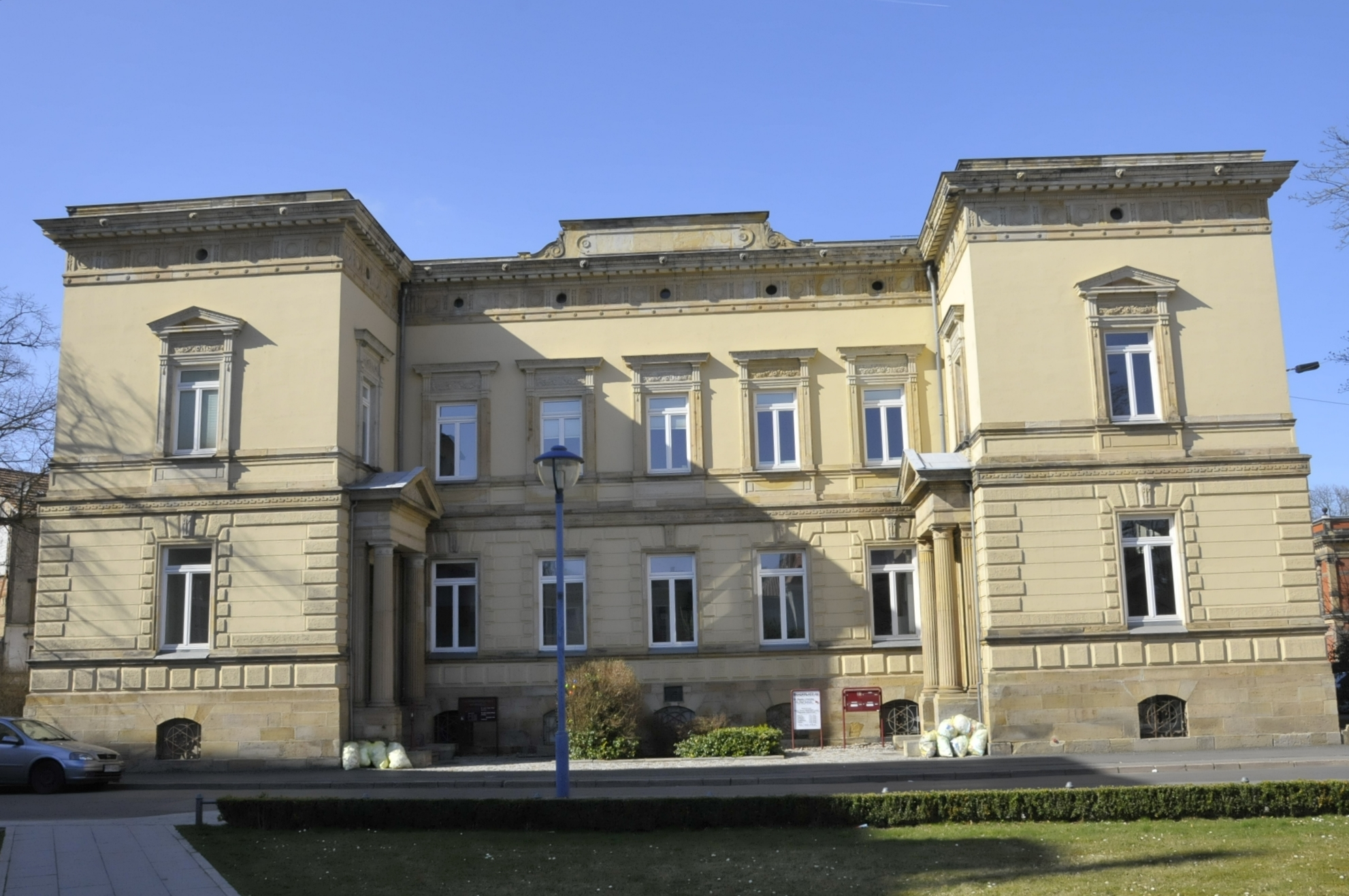
Ekhofplatz 22, Gotha.
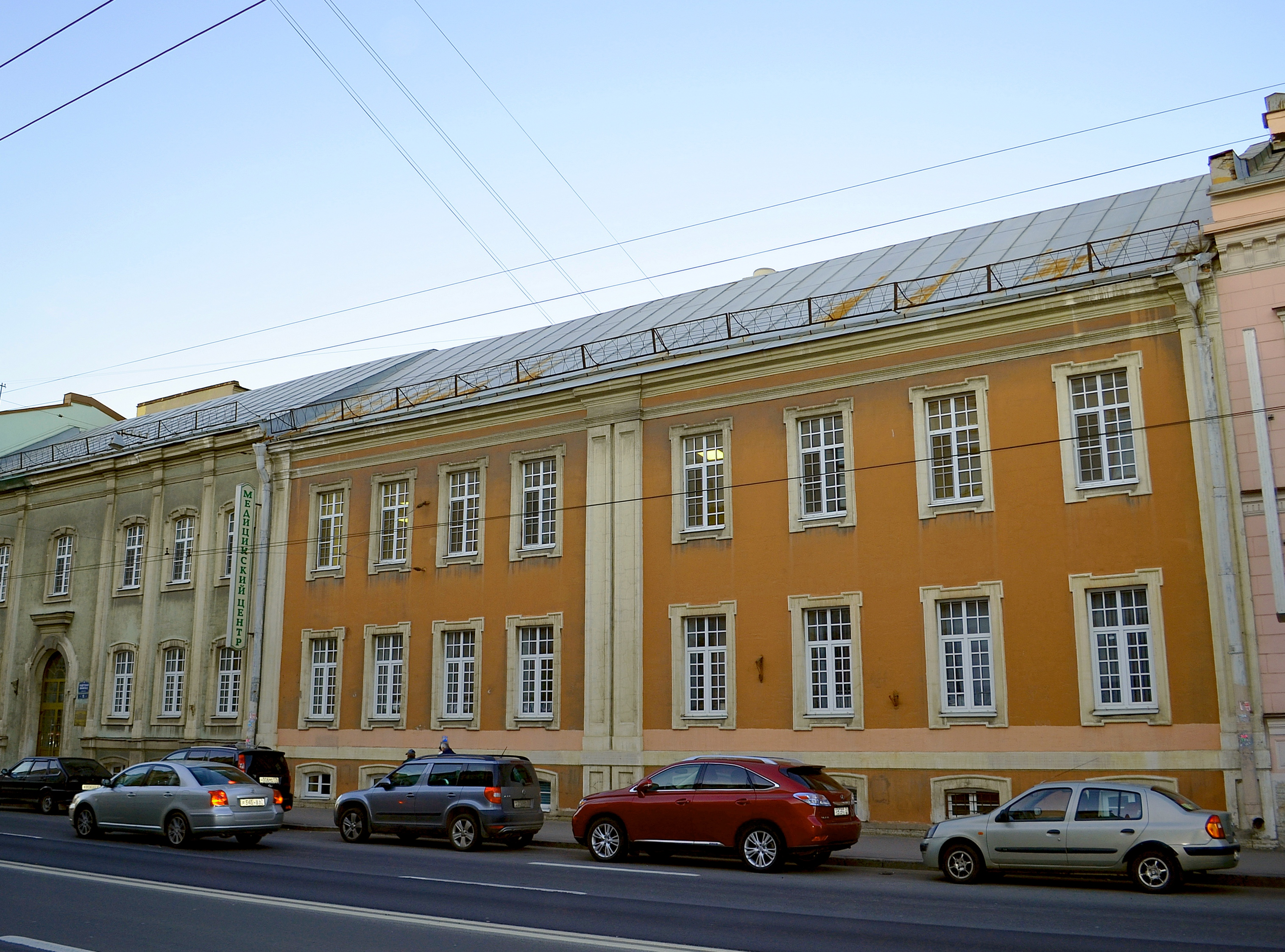
Immeubles, ligne Kadetskaya 13, Saint-Pétersbourg

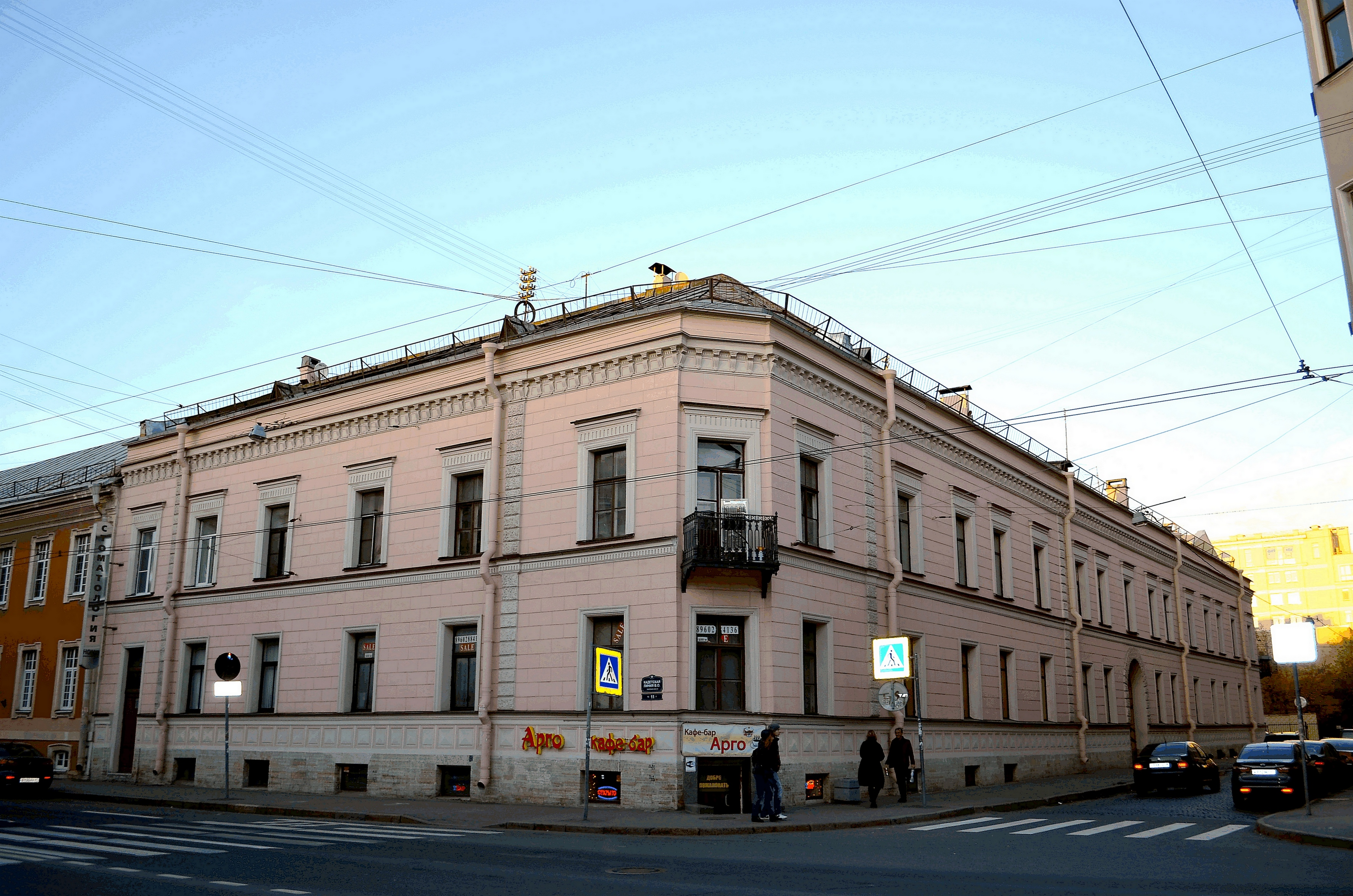
Maison Ritter, ligne Kadetskaya 11, Saint-Pétersbourg
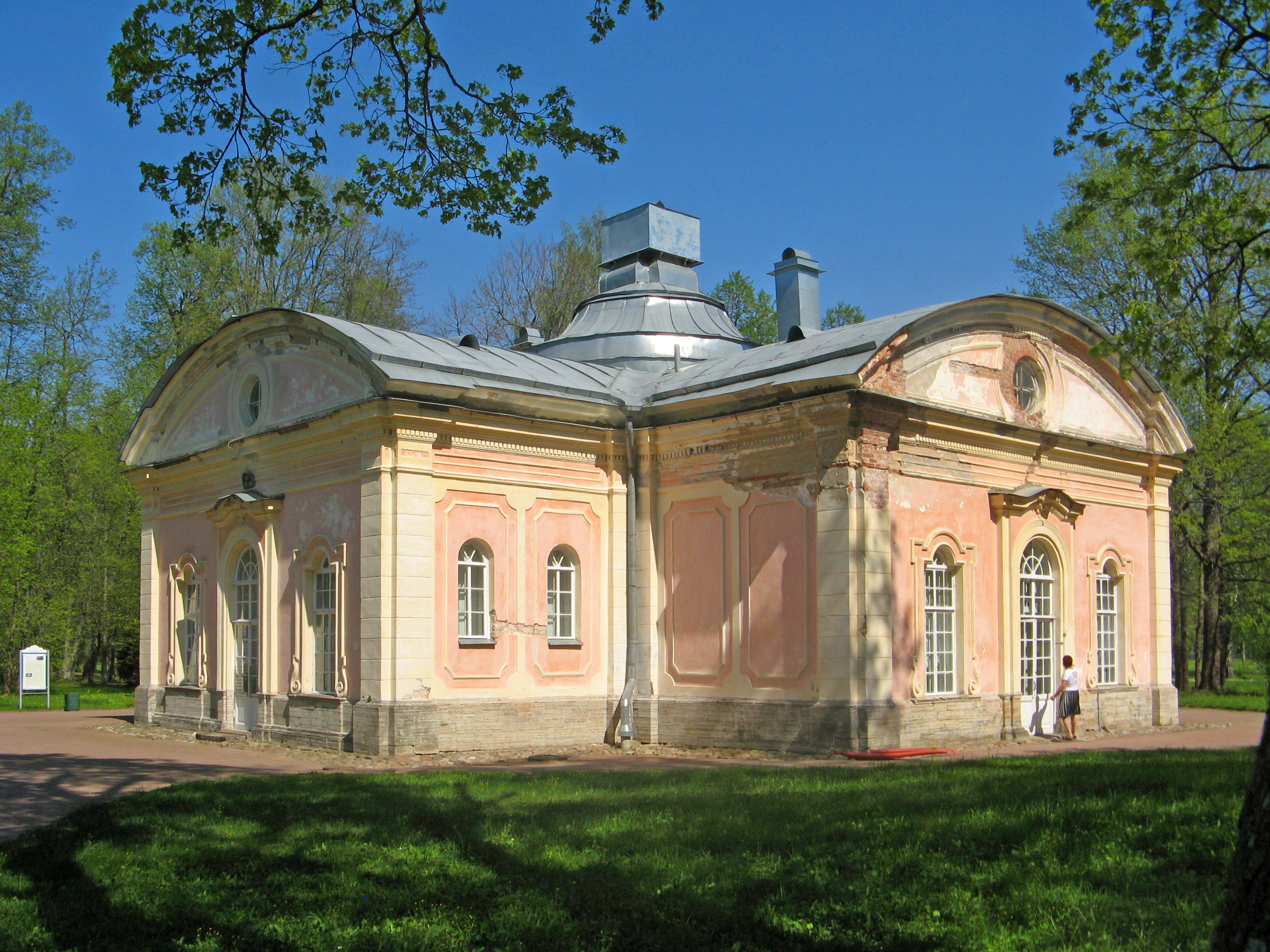
Palais Oranienbaum, Saint-Pétersbourg
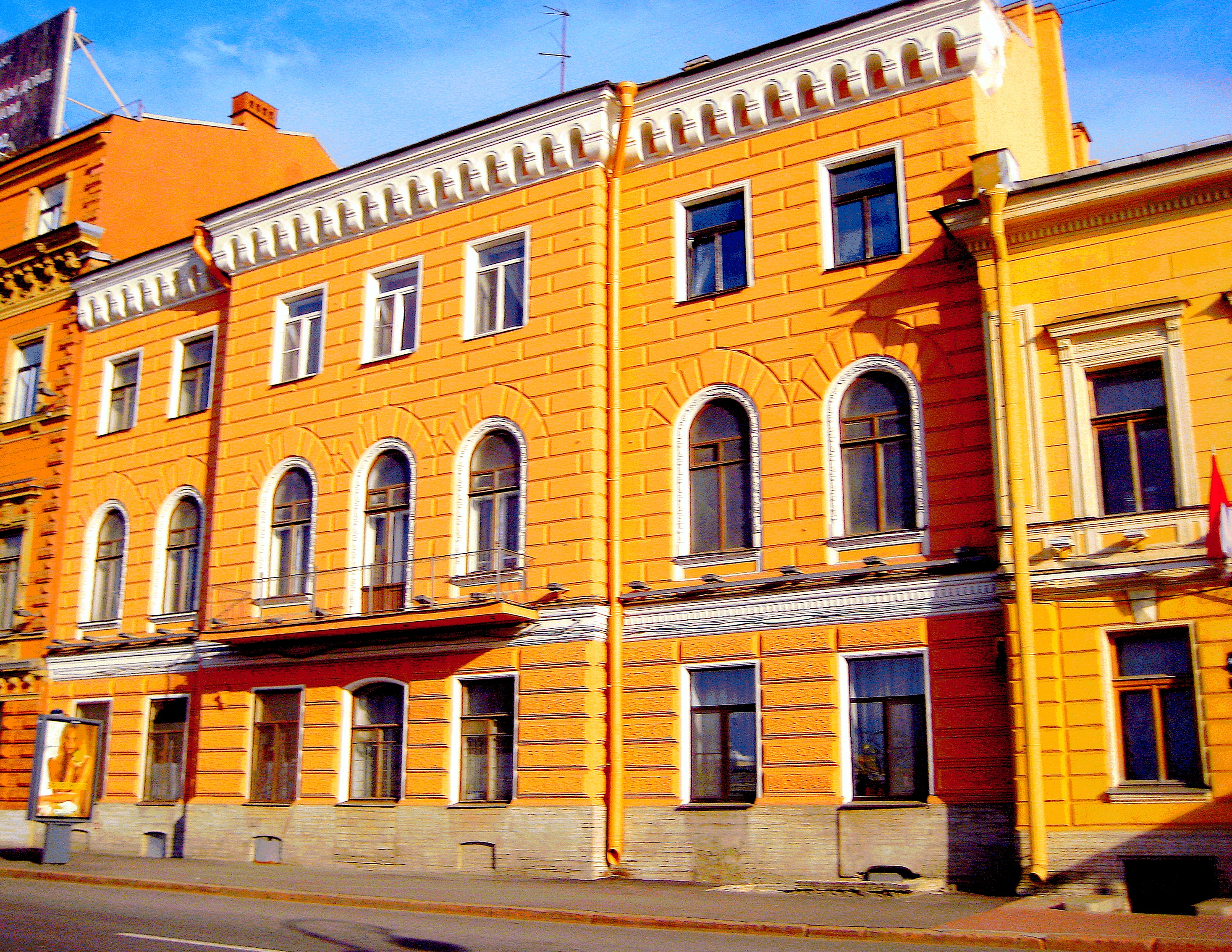
Maison de G. Thomsen, Saint-Pétersbourg
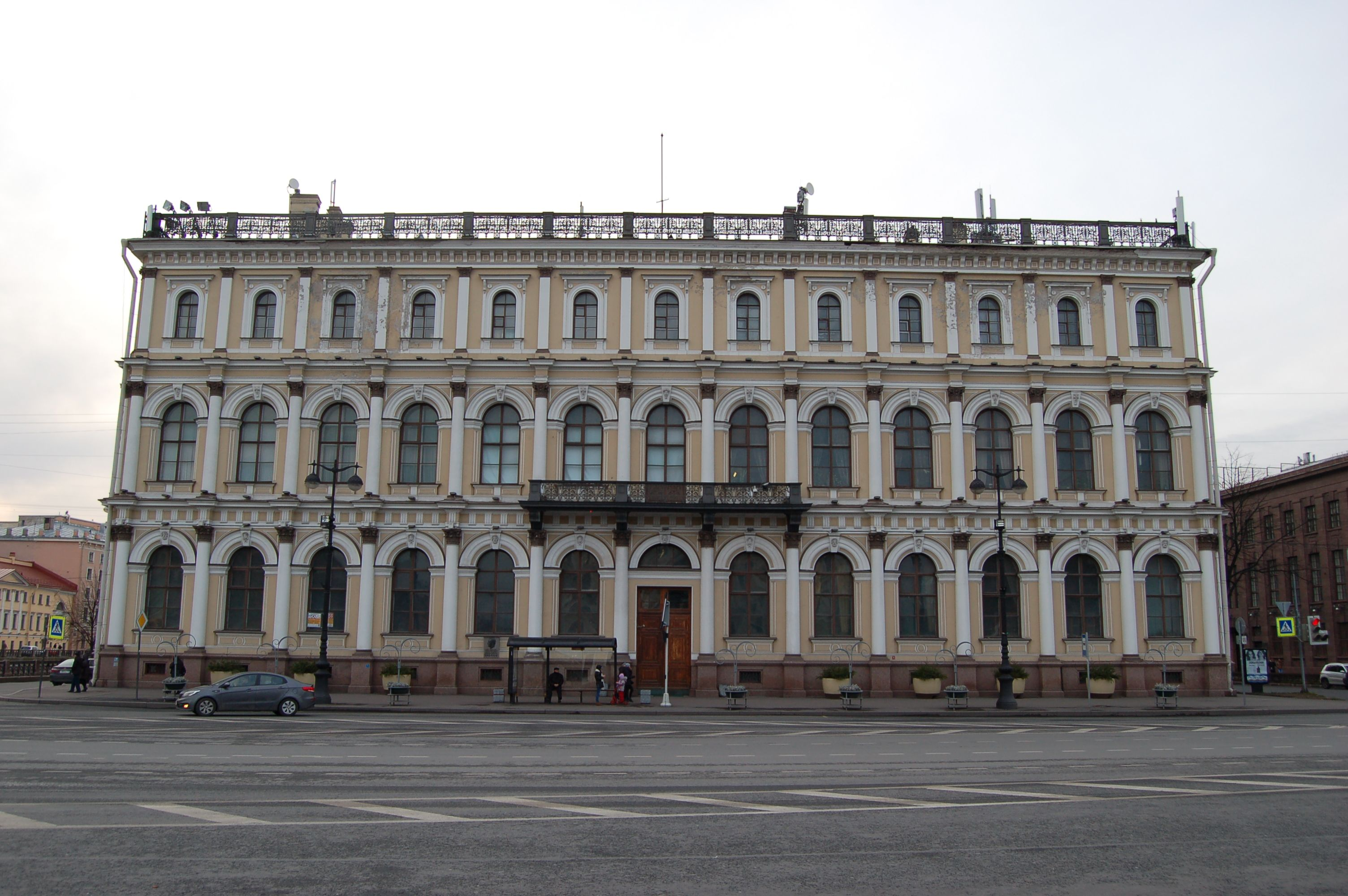
Institut Vavilov
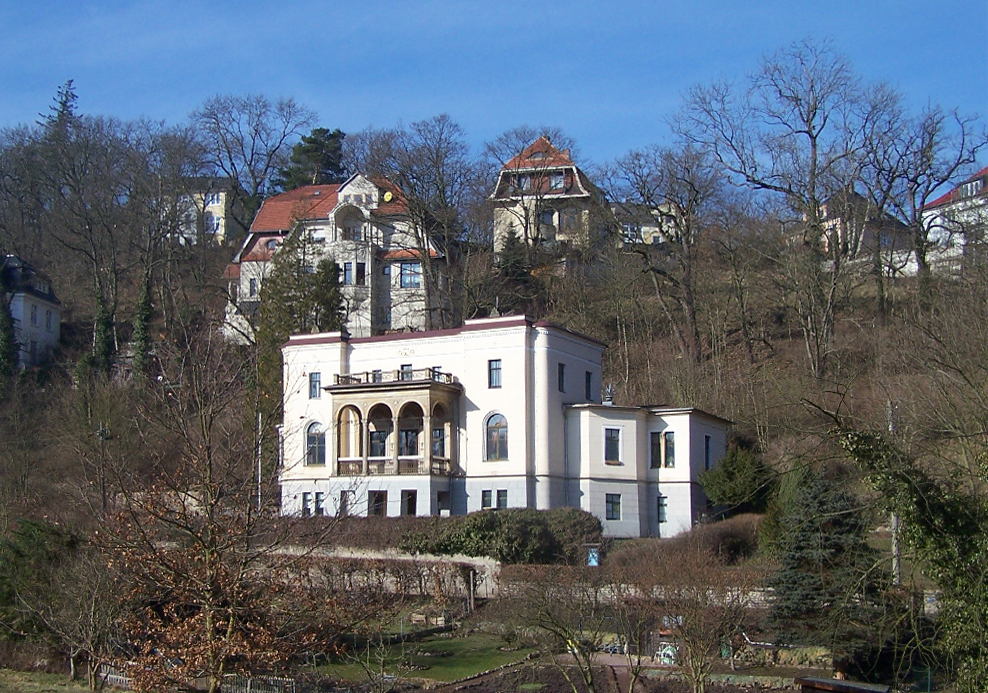
Musée Reuter-Wagner, Eisenach.